# Milánói főegyházmegye
A  Milánói főegyházmegye a katolikus egyház egyik főegyházmegyéje Olaszországban, amelyik lefedi Milánó, Monza, Lecco and Varese területét. Régóta megőrizte saját latin liturgikus rítusát, az Ambrusi liturgikus rítust, amelyik még mindig használatos a főegyházmegye nagyobbik részén. A korábbi püspökök és érsekek közül Szent Ambrus, Borromei Szent Károly, XI. Piusz pápa és Szent VI. Pál pápa a legismertebb.
A Milánói főegyházmegye a Milánói egyháztartomány központja, ami a Bergamói, a Bresciai, Comói, a Cremai, a Cremonai, a Lodi, a Mantovai, a Paviai és a Vigevanói szuffragán egyházmegyéket is tartalmazza.
Milánó érseksége a legnépesebb egyházmegye Európában.

## Története
A legenda szerint Szent Barnabás apostol alapította meg az egyházmegyét az 1. században, az első püspök pedig tanítványa, Szent Anathlon volt. Valószínűleg azonban csak a 3. század tájékán jöhetett létre a püspökség. Erre enged következtetni az is, hogy a 313-ban tartott lateráni zsinaton részt vevő Szent Mirocles püspöknek (uralkodott 313?-316) a források szerint mindössze öt elődje lehetett.
A keresztényüldözések folyamán számtalan mártír halt vértanú halált Milánóban, mint például Gervasius és Protasius. A keresztényüldözés 313-ban ért véget, amikor Nagy Konstantin és Licinius kiadták a milánói ediktumot, melyben engedélyezték a keresztényeknek is a szabad vallásgyakorlatot. Az arianizmus elleni harc idején Szent Dionysius volt a város püspöke. Amikor a II. Constantinus császár által összehívott zsinat el akarta ítélni Atanáz alexandriai püspököt, mint az arianizmus egyik legnagyobb ellenségét, Dionysius nem volt hajlandó aláírni ezt a nyilatkozatot, kiállva ezzel Atanáz és Libériusz pápa mellett. A császár ezért Kappadókiába száműzte, és új püspököt ültetett a helyére. (Hasonlóan járt a pápa is, noha őt a római nép elégedetlensége miatt később visszahívták.) Az ariánus püspököt, Auxentiust később kiátkozták, s ma sem ismerik el milánói püspöknek. Halála után, 374-ben választották meg Szent Ambrust, aki az egyházmegye egyik legnagyobb alakjai közé tartozik. Laurentius alatt (552-555) azonban megromlott a viszony a pápával, sőt el is szakadtak tőle, de 570-ben már újra egyesültek.
568-ban a longobárdok támadásai miatt Szent Honoratus püspök és a klérus nagy része Genovába menekült, és csak közel hetven évvel később tértek vissza.

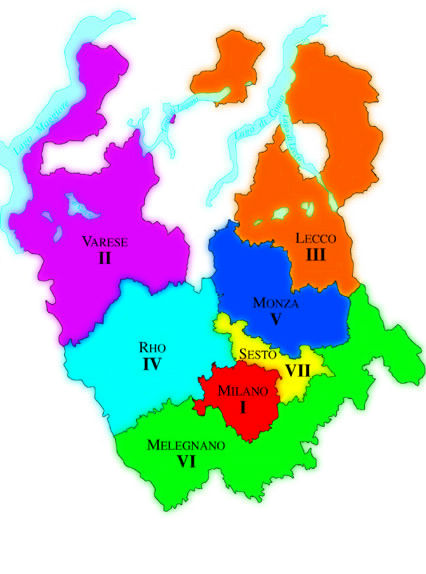
A főesperességek

A 10. században a Német-római Birodalom kiterjesztette hatalmát Észak-Itáliára is. Ekkor a milánói püspök a császár vazallusa lett. Váltakozó sikerű harcok eredményeként a 15. századra Itália végül kikerült a császár hatalma alól, Milánó pedig önálló városállam lett.
A reformációt követően került a püspöki trónra Borromei Szent Károly, aki a katolikus megújulás szellemében reformálta meg az egyházmegyét. Ő alapította meg Milánó első szemináriumát is.
A századok folyamán a milánói érseki szék az itáliai egyház egyik legjelentősebb posztjává emelkedett. A 20. században Achille Rattit és Giovanni Battista Montinit is milánói érsekként választották meg pápának.

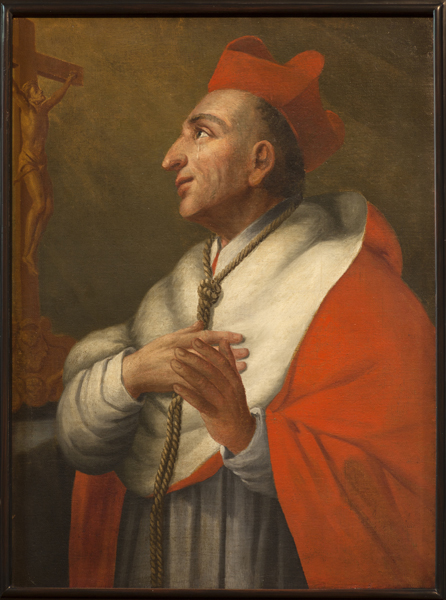
Borromei Szent Károly

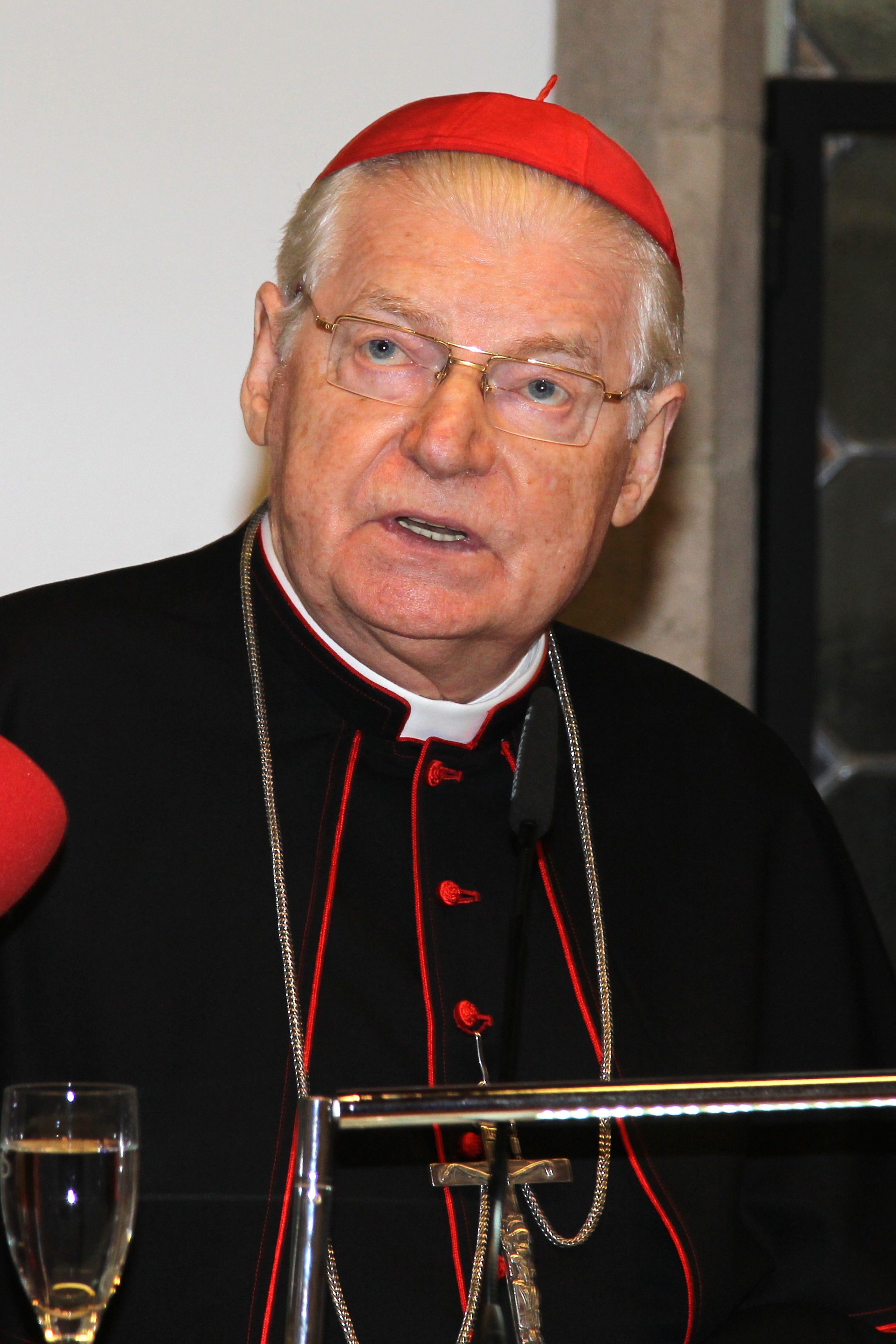
Angelo Scola

## Egyházszervezet
Az érsekségben 1107 plébánia működik. Az egyházmegyét hét főesperességre (zona pastorale), azokat pedig 73 esperes kerületre osztották. Területileg Lombardiában található, Milánó, Bergamo, Como, Lecco, Pavia és Varese megyében.

## Az egyházmegye érsekei az újkortól
- Carlo Borromeo, bíboros (1564–1584)
- Gaspare Visconti (1584–1595)
- Federico Borromeo, bíboros (1595–1631)
- Cesare Monti, bíboros (1632–1650)
- Alfonso Litta, bíboros (1652–1679)
- Federico Visconti, bíboros (1681–1693)
- Federico Caccia, bíboros (1693–1699)
- Giuseppe Archinto, bíboros (1699–1712)
- Benedetto Erba Odescalchi, bíboros (1712–1737)
- Carlo Gaetano Stampa, bíboros (1737–1742)
- Giuseppe Pozzobonelli, bíboros (1743–1783)
- Filippo Maria Visconti (1784–1801)
- Giovanni Battista Caprara, bíboros (1802–1810)
- Carlo Gaetano von Gaisruck, gróf, bíboros (1816–1846)
- Bartolomeo Carlo Romilli (1847–1859)
- Paolo Angelo Ballerini (1859–1867)
- Luigi Nazari di Calabiana (1867–1893)
- Boldog Andrea Carlo Ferrari, bíboros (1894–1921)
- Ambrogio Damiano Ratti, bíboros (1921–1922), később XI. Piusz pápa
- Eugenio Tosi, bíboros (1922–1929)
- Boldog Alfredo Ildefonso Schuster, OSB, bíboros (1929–1954)
- Boldog Giovanni Battista Montini, bíboros (1954–1963), később VI. Pál pápa
- Giovanni Colombo, bíboros (1963–December)
- Carlo Maria Martini, SJ, bíboros (1979–2002)
- Dionigi Tettamanzi, bíboros (2002–2011)
- Angelo Scola, bíboros (2011–2017)
- Mario Delpini (2017– )

## Ambrozián rítus
Milánó környékén a római rítus mellett egy másik, sajátos rítus is jelen van: az ambrozián rítus. Történetileg Szent Ambrus nevéhez kötik, noha ennél később, a 9-10. században alakulhatott ki. Mai formájában nagyon hasonlít a római rítushoz, csak néhány kisebb különbség van a szertartásokban (például eltér a prefációk és némelyik eucharisztikus ima szövege, a főcelebráns nem csak a diakónust, hanem minden felolvasót megáld stb.). Kicsit másképp alakul a liturgikus év is, advent ugyanis két héttel korábban, nagyböjt pedig négy nappal később, vasárnap kezdődik. A papi reverenda is eltér a római rítusban használttól: mindössze öt gombbal viselik, derekukon fekete cingulummal átkötve, a nyak körül körbe fehér gallért viselnek.

## Milánói egyháztartomány
A Milánói egyháztartomány Olaszország harmadik legnagyobb egyháztartománya (Róma és Velence után). Metropolitája a milánói érsek. Történelmileg jóval nagyobb volt, mint ma. Az 5. századig egész Észak-Itália és Raetia hozzá tartozott, ekkor többek közt Aquileia és Ravenna is levált róla, mivel érseki rangot kaptak. Később hasonló módon Genova, Torino, Vercelli is elszakadt. A 20. század végére tíz szuffragáneus püspöksége maradt.

### A Milánói egyháztartomány egyházmegyéi
| Egyházmegye           | Alapítás          | Terület, hívők                | Püspök                | Székesegyház                                                              | Kép |
| --------------------- | ----------------- | ----------------------------- | --------------------- | ------------------------------------------------------------------------- | --- |
| Milánói főegyházmegye | 1. század         | 4243 km² 5 032 130 fő (91,3%) | Mario Delpini         | Kisboldogasszony-főszékesegyház, Milánó                                   |     |
| Bergamói egyházmegye  | 4. század         | 2450 km² 930 000 fő (93,4%)   | Francesco Beschi      | Szent Sándor-székesegyház, Bergamo                                        |     |
| Bresciai egyházmegye  | 1. század         | 4243 km² 960 000 fő (83,3%)   | Pierantonio Tremolada | Nagyboldogasszony-székesegyház, Brescia                                   |     |
| Comói egyházmegye     | 4. század         | 4214 km² 518 000 fő (97,2%)   | Oscar Cantoni         | Nagyboldogasszony-székesegyház, Como                                      |     |
| Cremai egyházmegye    | 1579. április 11. | 276 km² 102 000 fő (98,7%)    | Daniele Gianotti      | Nagyboldogasszony-székesegyház, Crema                                     |     |
| Cremonai egyházmegye  | 4. század         | 1917 km² 331 250 fő (89,8%)   | Antonio Napolioni     | Nagyboldogasszony-székesegyház, Cremona                                   |     |
| Lodi egyházmegye      | 4. század         | 894 km² 272 900 fő (95,3%)    | Maurizio Malvestiti   | Nagyboldogasszony-székesegyház, Lodi                                      |     |
| Mantovai egyházmegye  | 804               | 2080 km² 328 876 fő (86,1%)   | Gianmarco Busca       | Szent Péter-székesegyház, Mantova; Szent András-társszékesegyház, Mantova |     |
| Paviai egyházmegye    | 1. század         | 782 km² 173 000 fő (93,4%)    | Corrado Sanguineti    | Nagyboldogasszony- és Szent István-székesegyház, Pavia                    |     |
| Vigevanói egyházmegye | 4. század         | 1509 km² 183 400 fő (95,0%)   | Maurizio Gervasoni    | Szent Ambrus-székesegyház, Vigevano                                       |     |

## Szomszédos egyházmegyék
- Vigevanói egyházmegye (délnyugat)
- Novarai egyházmegye (nyugat)
- Luganói egyházmegye (észak)
- Comói egyházmegye (észak)
- Bergamói egyházmegye (északkelet)
- Cremonai egyházmegye (kelet)
- Lodi egyházmegye (délkelet)
- Paviai egyházmegye (dél)

## Fordítás
- Ez a szócikk részben vagy egészben  a   Roman Catholic Archdiocese of Milan című angol Wikipédia-szócikk fordításán alapul.  Az eredeti cikk szerkesztőit annak laptörténete sorolja fel. Ez a jelzés csupán a megfogalmazás eredetét és a szerzői jogokat jelzi, nem szolgál a cikkben szereplő információk forrásmegjelöléseként.